# Iglesia de los Jesuitas (La Valeta)
La Iglesia de los Jesuitas (en maltés: Knisja taċ-Ċirkonċiżjoni tal-Mulej) es una de las iglesias más antiguas de La Valeta, en Malta, ubicada en la calle il-Merkanti. Es una de las más grandes en la diócesis. El sitio, que comprende un colegio y una iglesia está delimitado por cuatro calles que ocupan toda la zona. San Ignacio de Loyola, fundador de la Compañía de Jesús en 1534, había considerado la fundación de una universidad en Malta ya en 1553. A través de una carta de fecha 28 de marzo de 1592, el Papa Clemente VIII solicitó la creación de un colegio para los jesuitas. Iba a ser todo eclesiástico y no científico, principalmente para preparar a los candidatos al sacerdocio. El Gran maestro Martin Garzez puso la primera piedra del Colegio el 4 de septiembre de 1595. El Colegio se conoce como Collegium Melitense. Los jesuitas iniciaron los cursos en el campo de los estudios superiores.